# George Meyer
George Meyer (Chicago, 1923) è un allenatore di calcio statunitense.

## Carriera
Formatosi nella rappresentativa calcistica della Carl Schurz High School, giocherà in seguito nei Chicago Schwaben, di cui, a partire dal 1954 diverrà l'allenatore.
Nel 1957 viene chiamato una prima volta a sedersi sulla panchina della nazionale di calcio degli Stati Uniti d'America. Nel 1964 diviene il selezionatore della nazionale olimpica di calcio degli Stati Uniti d'America, mentre nel 1965 ritorna alla nazionale maggiore.
Nel 1968 diviene l'allenatore dei Chicago Mustangs che guiderà nella prima edizione della NASL, ottenendo il secondo posto della Lakes Division.
Nella stagione 1971 Meyer è alla guida del St. Louis Stars, incarico da cui viene sollevato a campionato in corso, sostituito da Casey Frankiewicz. Successivamente allenerà i Chicago Cats con cui ottenne il quarto posto della East Division venendo poi eliminato nel primo turno per l'assegnazione del titolo della ASL 1976 contro il New York Apollo.